# Wang Feng (piragüista)
Wang Feng (Ya'an, 14 de noviembre de 1985) es una deportista china que compitió en piragüismo en la modalidad de aguas tranquilas. Ganó dos medallas en el Campeonato Mundial de Piragüismo en los años 2006 y 2007.
Participó en los Juegos Olímpicos de Pekín 2008, donde fue eliminada en la ronda clasificatoria de la prueba de K2 500 m.

## Palmarés internacional
| Campeonato Mundial | Campeonato Mundial   | Campeonato Mundial | Campeonato Mundial |
| Año                | Lugar                | Medalla            | Evento             |
| ------------------ | -------------------- | ------------------ | ------------------ |
| 2006               | Szeged (Hungría)     | Medalla de bronce  | K4 1000 m          |
| 2007               | Duisburgo (Alemania) | Medalla de plata   | K4 1000 m          |